# Polisferyczna komora spalania
Polisferyczna komora spalania (także wielokulista komora spalania) – komora powstała z wzajemnych przecięć wielu sfer.
Komora taka w odróżnieniu od komory hemisferycznej nie ma kształtu połowy sfery - znajdujemy w niej połączone wycinki różnych półkul. Polisferyczna komora spalania, pomimo niezaprzeczalnych zalet, stosowana jest bardzo rzadko. Popularny silnik w samochodzie Polski Fiat 125p (przejęty z Fiat 1300/1500) jest wyposażony właśnie w głowicę o polisferycznych komorach spalania. Również Ford przez krótki czas stosował tę komorę.